# Peridot (Arizona)
Peridot est une communauté non incorporée et une census-designated place des comtés de Gila et de Graham, dans l'État de l'Arizona, aux États-Unis. En 2020, elle compte une population de 1 308 habitants.